# 婁聘三
婁聘三，贵州桐梓人，中国近代政治人物。秀才出身。
民国21年（1932年），擔任中华民国遵义府婺川縣縣長。后由謝植剛接任。